# Briana Evigan

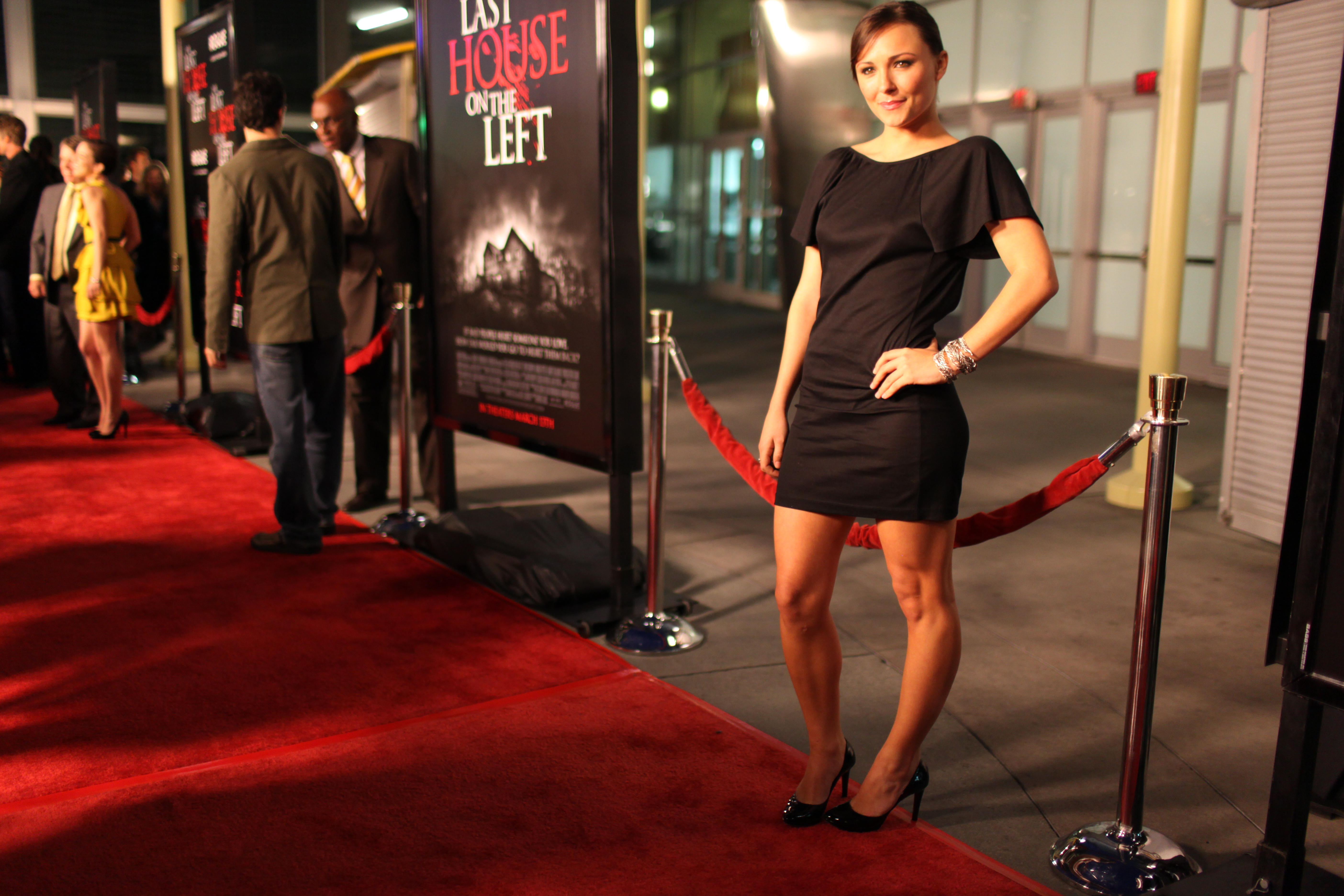
Briana Evigan na premierze Ostatni dom po lewej (2009)

Briana Evigan (ur. 23 października 1986 w Los Angeles) – amerykańska aktorka, piosenkarka i tancerka.

## Życiorys
Briana Evigan jest córką modelki, tancerki i aktorki Pameli C. Serpe i aktora Grega Evigana. Ma starszego brata Jasona i starszą siostrę Vanessę.
Zadebiutowała na ekranie w 1996 roku w filmie Dom potępieńców. Jej kolejna rola kinowa przyszła dopiero w 2008 roku - zagrała Andie w filmie Step Up 2.
W 2003 wystąpiła w teledysku Numb zespołu Linkin Park. Wystąpiła także w szeregu innych teledysków, m.in. Enrique Inglesiasa Push (2008).
Śpiewa i gra na instrumentach klawiszowych w zespole Moorish Idol.

## Filmografia
- Dom potępieńców (House of the Damned, 1996) jako Aubrey South
- Something Sweet (2004) jako dziewczyna chcąca być aktorką #1 (krótkometrażowy)
- Szampańskie życie (Bottoms Up, 2006) jako dziewczyna z liceum (film DVD)
- Step Up 2 (Step Up 2 the Streets, 2008) jako Andie
- s. Darko (s. Darko, 2009) jako Corey
- Ty będziesz następna (Sorority Row, 2009) jako Cassidy
- Burning Bright (2009) jako Kelly Taylor
- Mother’s Day (2010) jako Annette Langston
- Step up: All in (2014) jako Andie
- Od zmierzchu do świtu (2015) jako Sonja (serial TV)
- Rzeka krwi (2018) jako Marilyn